# Kosz plażowy

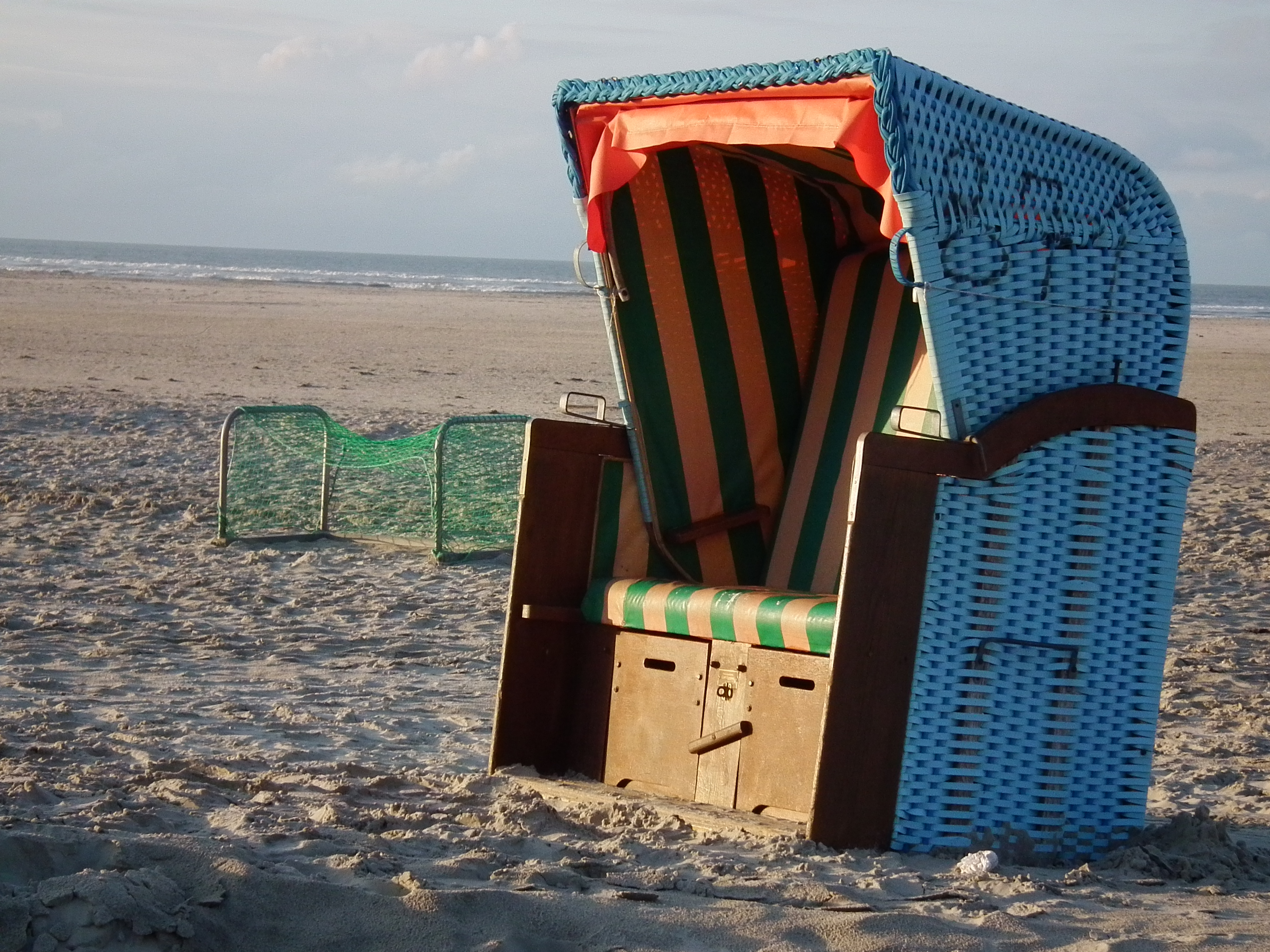
Niemiecki kosz plażowy

Kosz plażowy – mebel plażowy w postaci zadaszonego siedziska. Kosz plażowy zapewnia wygodne miejsce do siedzenia podczas plażowania oraz chroni przed wiatrem, deszczem i słońcem.
Standardowy kosz plażowy ma dwa miejsca siedzące, około 160 cm wysokości, 120 cm szerokości i waży 70-80 kg. Początkowo był wyplatany, współcześnie większość wykonywana jest z tworzyw sztucznych. Wyposażony jest w podłokietniki, wysuwane podnóżki, składaną markizę i małe stoliki na napoje oraz uchwyty do przenoszenia. 
Popularny jest głównie nad Morzem Bałtyckim i Północnym, zwłaszcza na niemieckich plażach, gdzie jest uważany za jeden z symboli kultury plażowej.

## Historia

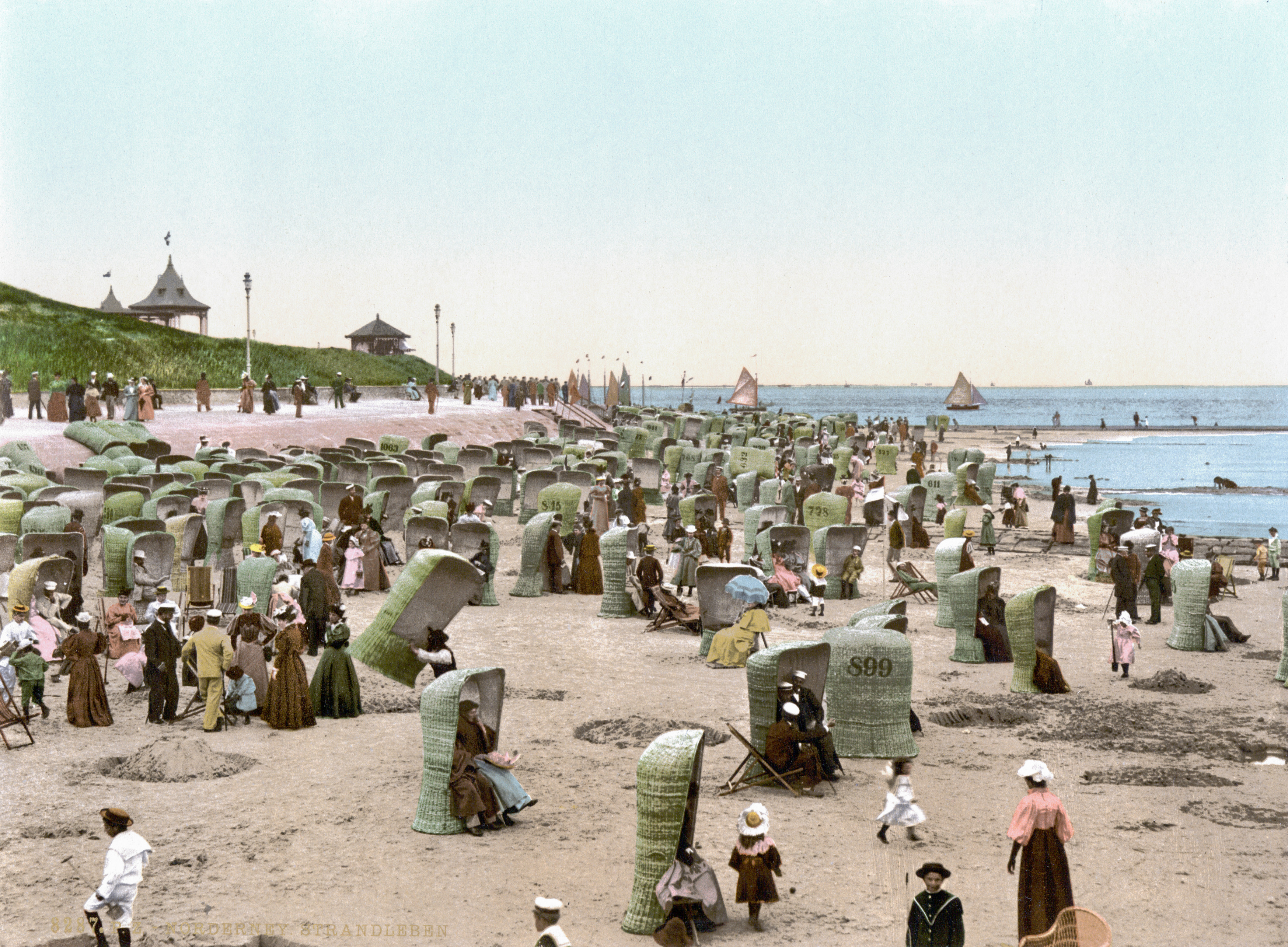
Plaża w Norderney pełna koszy w roku 1900

Wyplatane siedziska były używane na plażach co najmniej od XVI wieku, czego dowodem są dokumenty cechowe z Hamburga, Lubeki, Bremy i Kolonii. Jednak za twórcę pierwszego kosza plażowego uważa się niemieckiego koszykarza-plecionkarza Wilhelma Bartelmanna z Rostocku, który w 1882 roku został poproszony przez arystokratkę Elfriede von Maltzahn o stworzenie wygodnego siedziska do plażowania, którego potrzebowała ze względu na swój reumatyzm. Bartelmann zaprojektował dla niej fotel pleciony z wikliny i trzciny z podpórką na nogi, obity od środka tkaniną, który początkowo nazwał Strandstuhl (krzesło plażowe). Rok później stworzył on projekt z siedzeniami dla dwóch osób i nazwał go Strandkorb (kosz plażowy). 
Na pomysł wypożyczania koszy na plażach wpadła żona wynalazcy, Elisabeth Bartelmann. Pierwszą wypożyczalnię otworzyła w roku 1883 w Warnemünde, a wkrótce z pomocą dzieci uruchomiła filie w kolejnych kurortach. Wilhelm, który uważał się przede wszystkim za rzemieślnika nie opatentował swojego pomysłu, przez co inni twórcy szybko zaczęli wykorzystywać podobne kosze w różnych miejscowościach nad Morzem Bałtyckim i Północnym, wkrótce także poza Niemcami.

## W Polsce

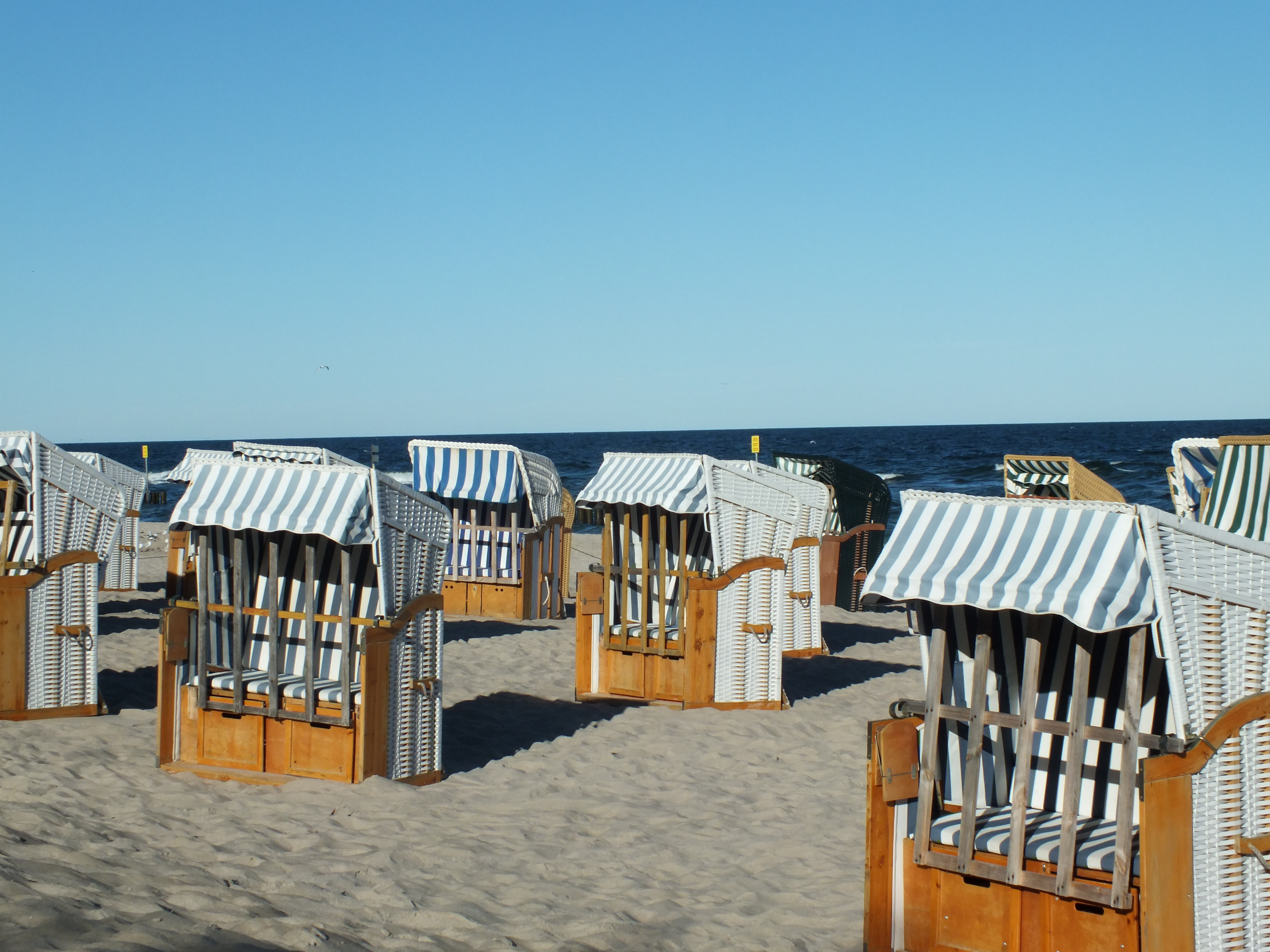
Kosze plażowe w Kołobrzegu w 2015 roku

Przed II wojną światową wśród plażowiczów w Polsce kosze plażowe były bardzo popularne i na polskim wybrzeżu znajdowało się ich w sumie około 15 tysięcy. Po wojnie ich popularność spadła, jednak wróciły do łask – dużym powodzeniem cieszyły się w latach 60. i 70. XX wieku. W późniejszych latach zostały częściowo wyparte przez parawany plażowe, jednak współcześnie wciąż można je spotkać w niektórych polskich miejscowościach nadmorskich, szczególnie tych położonych w zachodniej części kraju.

## Galeria
- Wszystkie funkcje kosza plażowego

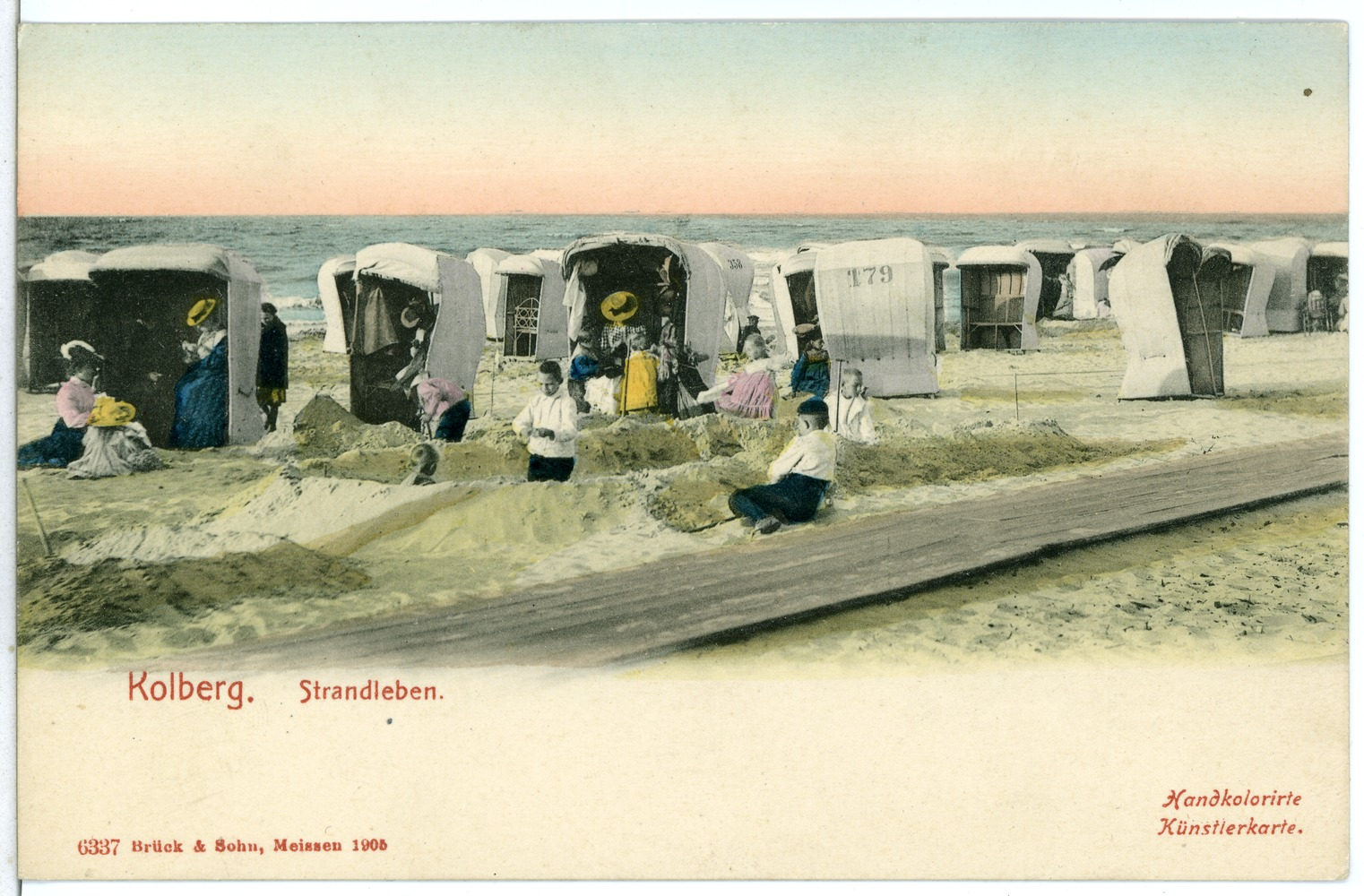
Kosze plażowe w Kołobrzegu w 1905 roku
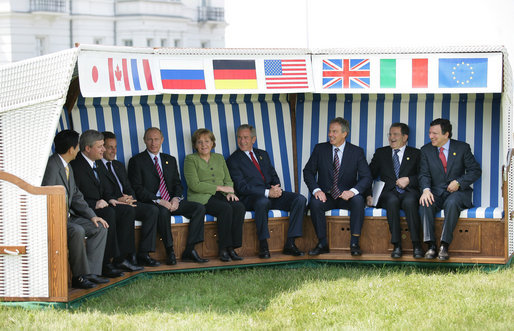
Politycy w koszu plażowym podczas szczytu G8 w Niemczech